# Reynaldo Boury
Reynaldo da Costa Boury (São Paulo, 25 de março de 1932 — São Paulo, 25 de dezembro de 2022) foi um diretor de televisão brasileiro.
É pai da roteirista Margareth Boury e do diretor Alexandre Boury, fruto de seu casamento com sua esposa Itacy, além de avô dos atores Guilherme Boury e Bárbara Boury.

## Biografia
Reynaldo iniciou sua carreira na TV, ainda como cameraman na TV Tupi, mas foi  durante a inauguração da TV Excelsior, seu grande momento, ao finalmente se consagrar como diretor de telenovelas. Dirigiu a novela Redenção, a maior novela de todos os tempos, pois teve 596 capítulos. Boury se tornou então um diretor de TV tarimbado, e com bastante nome no mercado televisivo.
Na carreira dirigiu novelas, minisséries e especiais como Redenção, Irmãos Coragem, Minha Doce Namorada, Selva de Pedra, O Primeiro Amor, Bicho do Mato, O Semideus, Corrida do Ouro, Bravo!, Sítio do Picapau Amarelo, Plumas e Paetês, Ciranda de Pedra, Sinhá Moça, O Primo Basílio, Tieta, Riacho Doce, Meu Bem, Meu Mal, Despedida de Solteiro, Sonho Meu, Amor e Revolução, Carrossel, Chiquititas, Cúmplices de um Resgate, As Aventuras de Poliana entre outras.
Reynaldo Boury trabalhou em grandes novelas da TV Excelsior e mais tarde na Rede Globo.
No dia 13 de setembro de 2010 foi oficializada a sua contratação pelo SBT para dirigir a novela Amor e Revolução de Tiago Santiago. Em 2012 substituiu o diretor Del Rangel, que foi demitido pela emissora, na direção geral da novela Carrossel e em 2013, dirige a versão brasileira da novela Chiquititas.
Foi homenageado na Argentina pelos 58 anos de carreira, durante o Festival Y Mercado Ficción Internacional. O evento reúne, em Buenos Aires, artistas e as principais redes de televisão da América Latina.

## Morte
Reynaldo Boury morreu aos 90 anos de idade em 25 de dezembro de 2022 em São Paulo, a morte foi divulgada pelo seu neto, Guilherme Boury, em uma postagem no Instagram. A causa da morte foi em decorrência de um choque séptico. Ele estava internado no Hospital Albert Einstein.

## Trabalhos na Televisão
| Ano       | Obra                       | Emissora     |
| --------- | -------------------------- | ------------ |
| 1964      | Ambição                    | TV Excelsior |
| 1964      | A Moça Que Veio de Longe   | TV Excelsior |
| 1964      | A Outra Face de Anita      | TV Excelsior |
| 1964      | O Pintor e a Florista      | TV Excelsior |
| 1965      | O Céu É de Todos           | TV Excelsior |
| 1965      | Ainda Resta uma Esperança  | TV Excelsior |
| 1965      | Os Quatro Filhos           | TV Excelsior |
| 1965      | Em Busca da Felicidade     | TV Excelsior |
| 1965      | Redenção em 1966           | TV Excelsior |
| 1968      | Legião dos Esquecidos      | TV Excelsior |
| 1968      | A Última Testemunha        | TV Record    |
| 1969      | Sangue do Meu Sangue       | TV Excelsior |
| 1970      | Assim na Terra como no Céu | Rede Globo   |
| 1970      | Irmãos Coragem             | Rede Globo   |
| 1971      | O Cafona                   | Rede Globo   |
| 1971      | Minha Doce Namorada        | Rede Globo   |
| 1971      | O Homem Que Deve Morrer    | Rede Globo   |
| 1972      | Selva de Pedra             | Rede Globo   |
| 1972      | O Primeiro Amor            | Rede Globo   |
| 1972      | Shazan, Xerife & Cia.      | Rede Globo   |
| 1972      | Bicho do Mato              | Rede Globo   |
| 1972      | A Patota                   | Rede Globo   |
| 1973      | O Semideus                 | Rede Globo   |
| 1974      | Supermanoela               | Rede Globo   |
| 1974      | Corrida do Ouro            | Rede Globo   |
| 1975      | Bravo!                     | Rede Globo   |
| 1977–1980 | Sítio do Picapau Amarelo   | Rede Globo   |
| 1980      | Chega Mais                 | Rede Globo   |
| 1980      | Plumas e Paetês            | Rede Globo   |
| 1981      | Ciranda de Pedra           | Rede Globo   |
| 1982      | O Homem Proibido           | Rede Globo   |
| 1982      | Sol de Verão               | Rede Globo   |
| 1983–1986 | Caso Verdade               | Rede Globo   |
| 1986      | Sinhá Moça                 | Rede Globo   |
| 1988      | O Primo Basílio            | Rede Globo   |
| 1988      | Vida Nova                  | Rede Globo   |
| 1989      | Tieta                      | Rede Globo   |
| 1990      | Riacho Doce                | Rede Globo   |
| 1990      | Meu Bem, Meu Mal           | Rede Globo   |
| 1992      | Despedida de Solteiro      | Rede Globo   |
| 1993      | Sonho Meu                  | Rede Globo   |
| 1995      | Irmãos Coragem             | Rede Globo   |
| 2009      | Minha Terra, Minha Mãe     | TPA          |
| 2011      | Amor e Revolução           | SBT          |
| 2012      | Carrossel                  | SBT          |
| 2013      | Chiquititas                | SBT          |
| 2014      | Patrulha Salvadora         | SBT          |
| 2015      | Cúmplices de um Resgate    | SBT          |
| 2018      | As Aventuras de Poliana    | SBT          |